# Catantops stramineus
Catantops stramineus är en insektsart som först beskrevs av Walker, F. 1870.  Catantops stramineus ingår i släktet Catantops och familjen gräshoppor. Inga underarter finns listade i Catalogue of Life.

## Bildgalleri

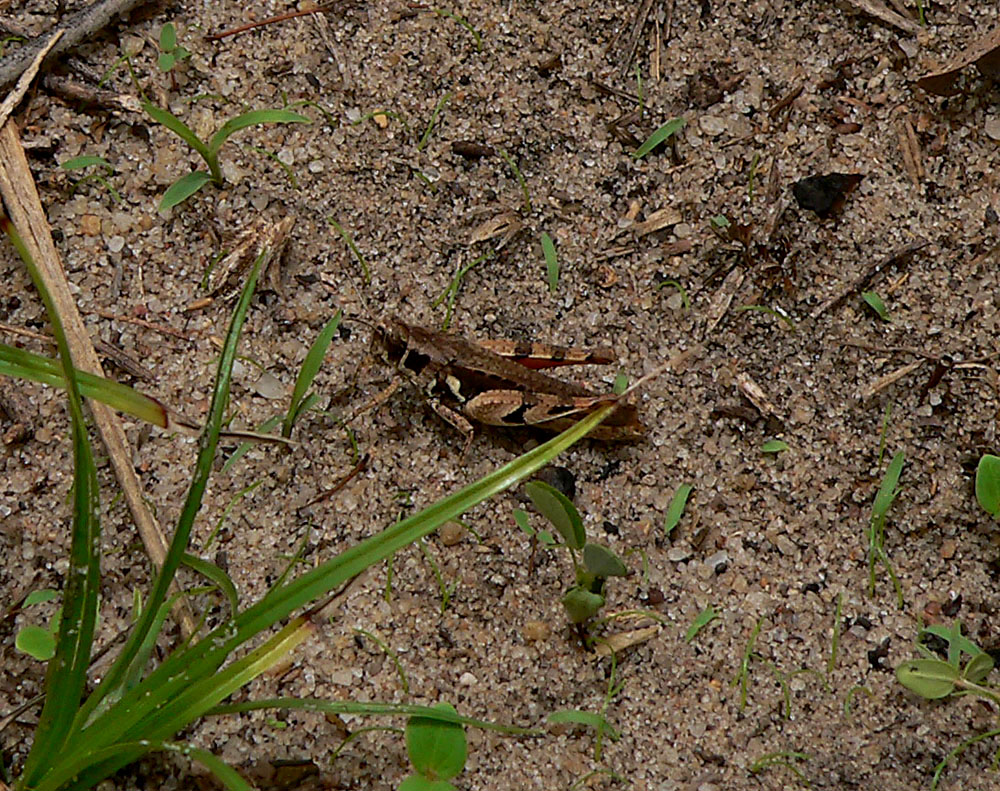